# Eleccions al Parlament Europeu de 2014 (França)
Les eleccions al Parlament Europeu de 2014 a França es van celebrar el diumenge 25 de maig de 2014.
Les anteriors eleccions realitzades el juny de 2009 havien permès als ciutadants de la Unió Europea que residien a França escollir a 72 Diputats Europeus que representessin a França al Parlament Europeu entre els anys 2009 i 2014; la votació es va realitzar usant un sistema proporcional on els escons es van assignar a les mitjanes més altes de les circumscripcions que agrupaven diverses regions. Aquest sistema es va mantenir per al 2014.
El Tractat de Lisboa, ratificat el novembre de 2009, va considerar 74 membres (dos més) per a França. Després de la ratificació, el govern francès a va demanar a l'Assemblea Nacional nombrar a dos dels seus membres perquè ocupessin els escons al Parlament Europeu, procés que va culminar el 2011. Per a les eleccions de 2014, alguns temien que el Parlament escolliria a dos nous membres a pesar del sufragi universal, quan podrien ser assignats de manera proporcional a la població d'una o dues regions. Finalment, van ser assignats a la Circumscripció Illa de França, estesa per la llei Núm. 2011-575 del 26 de maig 2011 a 1,6 milions de francesos residents a ultramar.
Per primera vegada, el Front Nacional va encapçalar unes eleccions nacionals (24,85% i 24 escons), seguit per la Unió per a un Moviment Popular (20,80% i 20 escons) i el Partit Socialista en el poder (13,98% i 13 escons, entre ells un del Partit Radical d'Esquerra, amb el que va formar una coalició).